# 조시다이역
조시다이역(일본어: 女子大駅)은 일본 지바현 사쿠라시에 위치한 야마만 유카리가오카 선의 역이다.
와요 여자대학의 이전(유치 계획에서는 1982년)을 고려하여 본 역명이 제정되었지만 이 대학의 이전은 없던일이 되어 현재는 역 주변에 이 대학의 사쿠라 세미나 하우스(연수동・숙박동・식당・그라운드)가 존재한다.

## 역사
- 1982년 11월 2일: 영업 개시.

## 역 구조
단선 승강장 1면 1선의 지상역이다. 승강장은 입구에서 계단, 약간 경사진 곳에 있고 무인역이다. 본 역의 북측에는 차량기지가 있다.

## 역 주변
- 와요 여자대학 세미나 하우스
- 야마만 유카리가오카 선 차량기지
- 사쿠라 시립 고타케 초등학교
- 센테인

## 사진

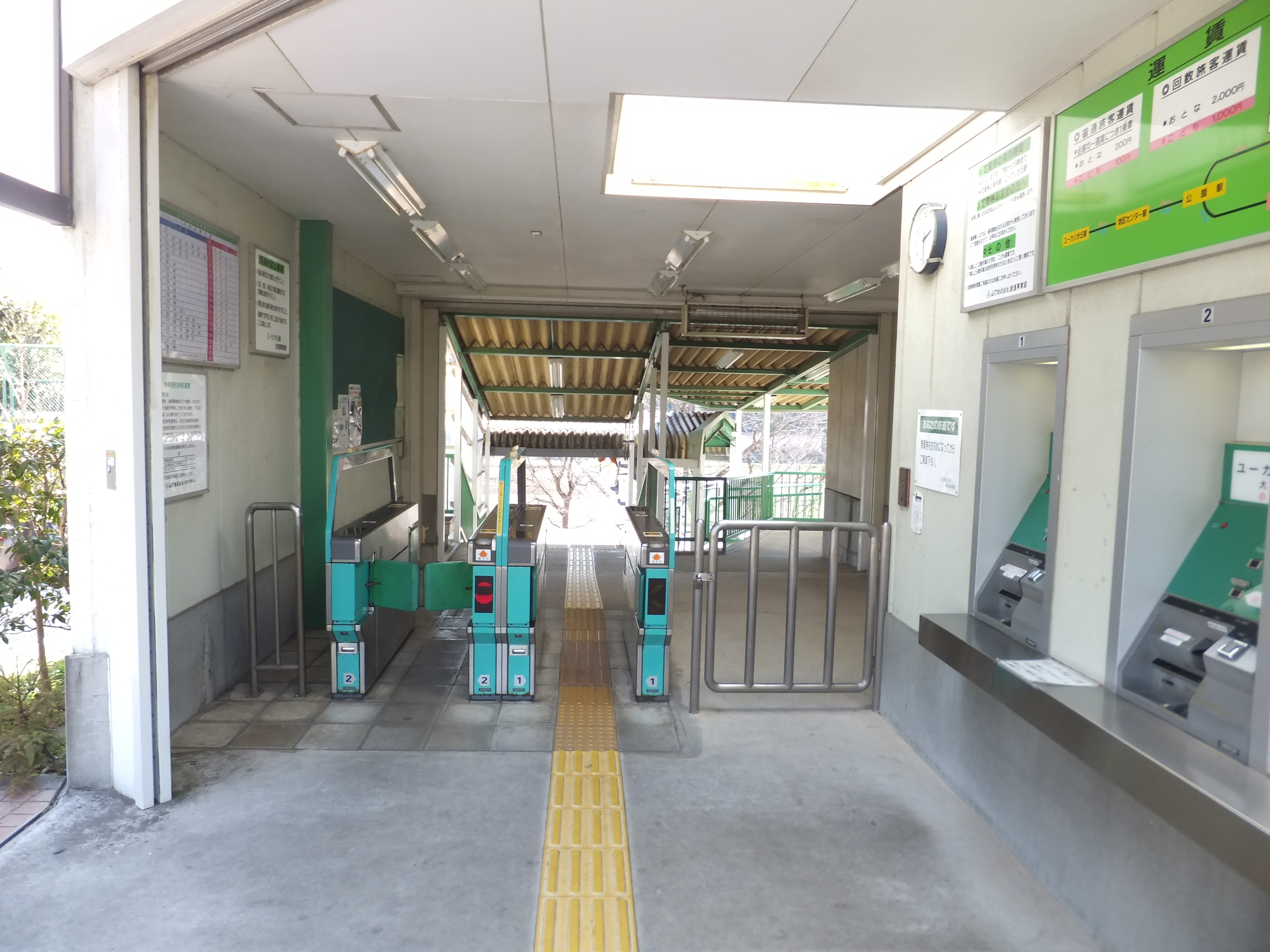
개찰구
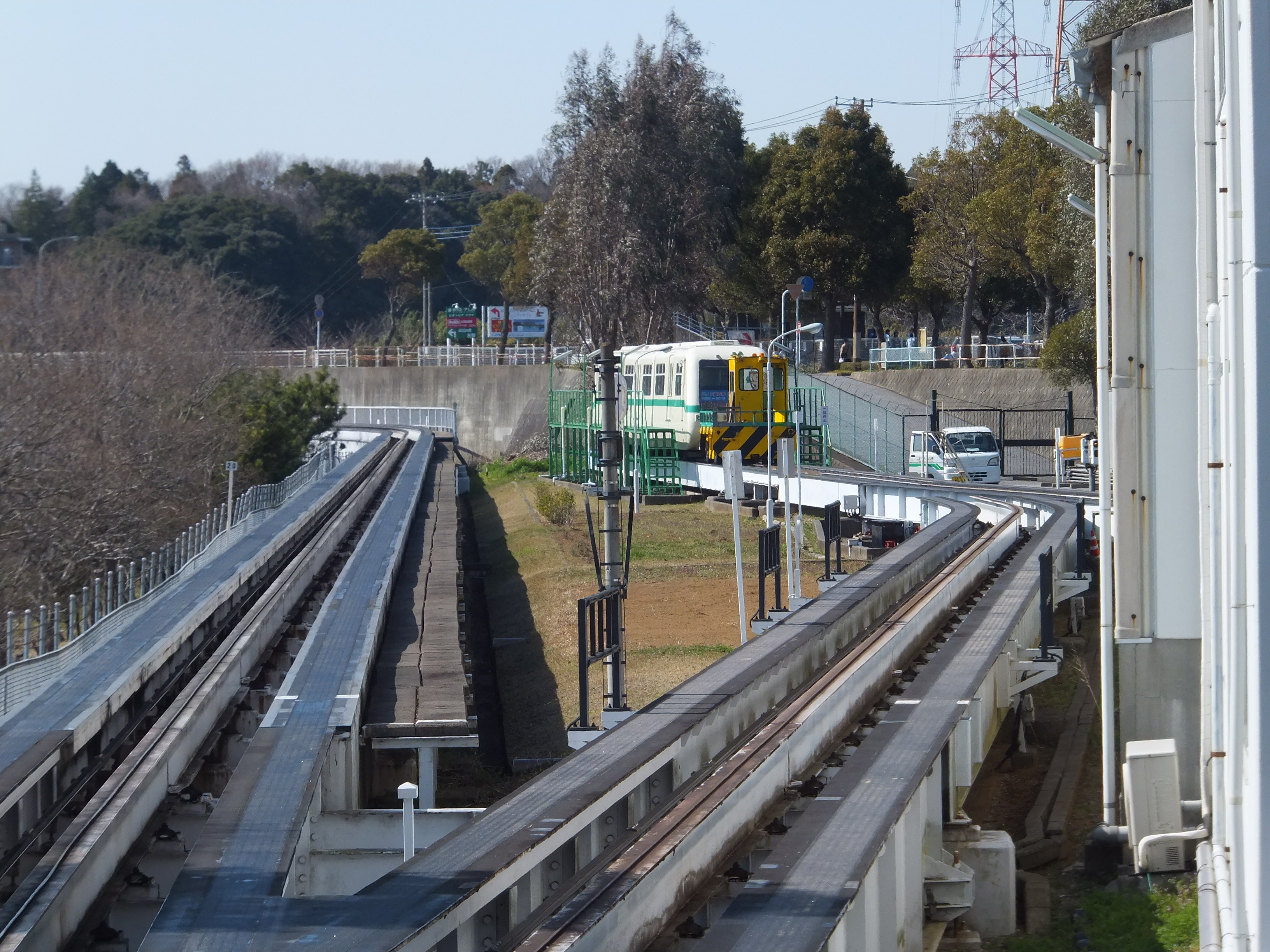
야마만 유카리가오카 선 차량기지

## 인접역
| 야마만 ■ 유카리가오카 선 | 야마만 ■ 유카리가오카 선 | 야마만 ■ 유카리가오카 선 |
| ------------------------ | ------------------------ | ------------------------ |
| 고엔                     |                          | 주갓코                   |